# Acanthominua roeweri
Espèce
Synonymes
- Phalangodinella roeweri Caporiacco, 1951

Acanthominua roeweri est une espèce d'opilions laniatores de la famille des Zalmoxidae.

## Distribution
Cette espèce est endémique du District de la capitale au Venezuela.

## Description
La femelle holotype mesure 3 mm.

## Systématique et taxinomie
Cette espèce a été décrite sous le protonyme Phalangodinella roeweri par Caporiacco en 1951. Elle est placée dans le genre Acanthominua par Pérez-González, Ceccarelli, Monte, Proud, DaSilva et Bichuette en 2017.

## Étymologie
Cette espèce est nommée en l'honneur de Carl Friedrich Roewer. 

## Publication originale
- Caporiacco, 1951 : « Studi sugli Aracnidi del Venezuela raccolti dalla Sezione di Biologia (Universitá Centrale del Venezuela). I Parte: Scorpiones, Opiliones, Solifuga y Chernetes. » Acta Biologica Venezuelica, vol. 1, p. 1–46.